# Херман (Минесота)
Херман (енгл. Herman) град је у америчкој савезној држави Минесота.

## Демографија
По попису из 2010. године број становника је 437, што је 15 (-3,3%) становника мање него 2000. године.
| Група             | 2000.       | 2010.       |
| Белци             | 443 (98,0%) | 430 (98,4%) |
| Афроамериканци    | 0 (0,0%)    | 2 (0,5%)    |
| Азијати           | 2 (0,4%)    | 1 (0,2%)    |
| Хиспаноамериканци | 3 (0,7%)    | 2 (0,5%)    |
| Укупно            | 452         | 437         |